# 竹篙灣公路

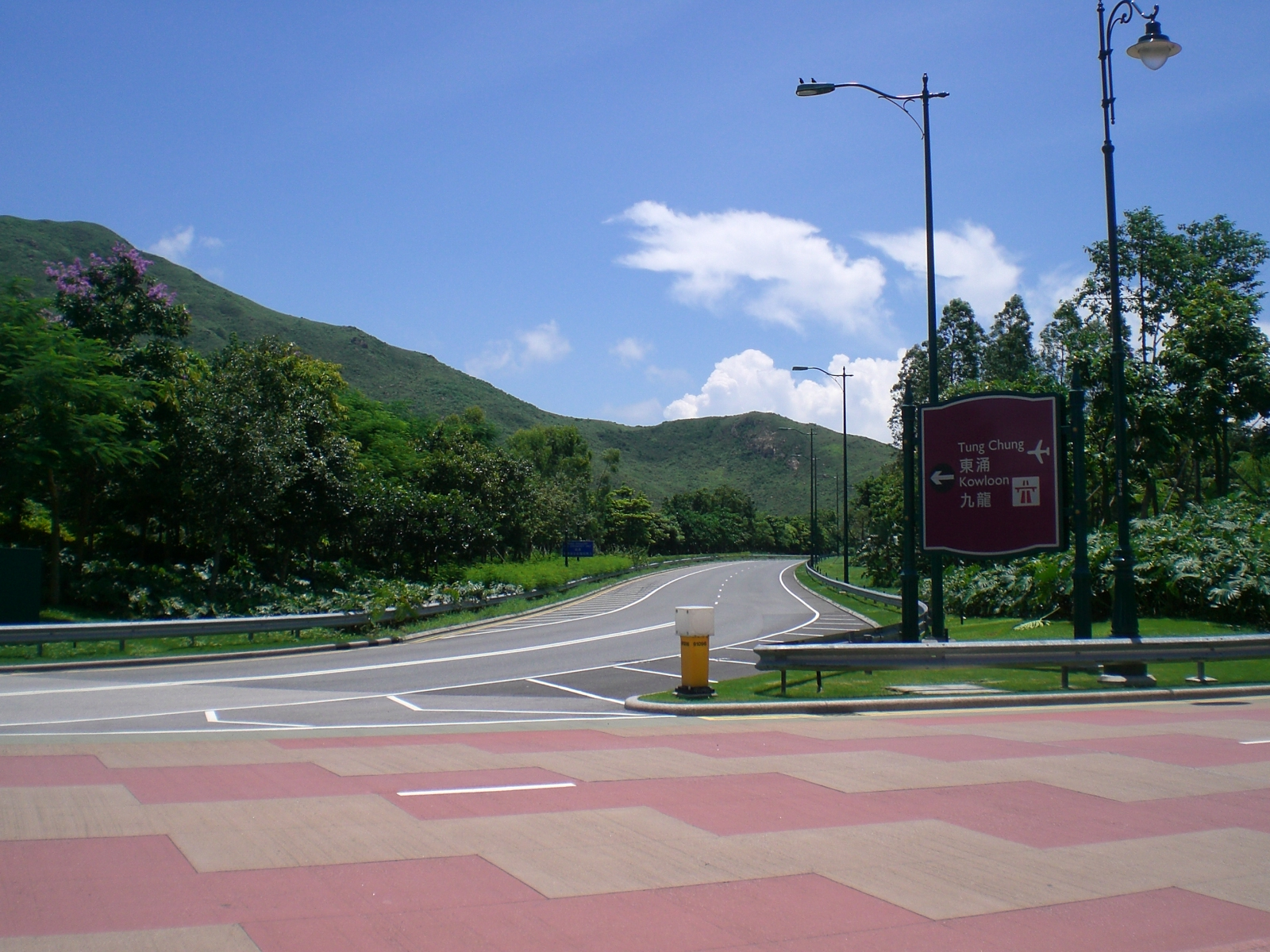
竹篙灣公路於神奇道入口

竹篙灣公路（英語：Penny's Bay Highway），一條位於香港荃灣區的大嶼山北部，來往陰澳及竹篙灣的快速公路。它連接北大嶼山公路，長1.09公里，時速限制每小時80公里，所有來往香港迪士尼樂園的巴士線（如R8線）皆會行經。
竹篙灣公路是香港第二條未被納入任何幹線系統的快速公路，另一條則為沙瀝公路。
竹篙灣公路原為10號幹線的一部分，由於政府擱置藍地交匯處以南路段，竹篙灣公路沒有納入10號幹綫，未來或會被納入11號幹綫，以及連接港島西至大嶼山東北連接路，經交椅洲人工島通往香港島。

## 外部連結
维基共享资源上的相關多媒體資源：竹篙灣公路